# امیلی فر
امیلی فر (انگلیسی: Émilie Fer؛ زادهٔ ۱۷ فوریهٔ ۱۹۸۳) قایقران کانو اهل فرانسه است.
وی همچنین برندهٔ جوایزی همچون لژیون دونور (شوالیه) شده‌است.